# Norderstedt
Norderstedt – miasto w północnych Niemczech, w kraju związkowym Szlezwik-Holsztyn, w powiecie Segeberg, w aglomeracji Hamburga. Liczy ok. 72 tys. mieszkańców.

## Gospodarka
W mieście rozwinął się przemysłu maszynowy, elektrotechniczny, środków transportu, chemiczny oraz papierniczy.

## Osiedla
- Friedrichsgabe
- Garstedt
- Glashütte
- Harksheide
- Mitte

## Współpraca zagraniczna
- Kohtla-Järve, Estonia - od 1989 r. Współpraca ta dotyczy edukacji, młodzieży i kultury. Kontakty są szerokie i obejmują między innymi współpracę między przedsiębiorstwami, udział w imprezach kulturalnych i wspólny rozwój szkolnictwa
- Maromme, Francja
- Oadby and Wigston, Wielka Brytania
- Zwijndrecht, Holandia